# Viola accrescens
Viola accrescens là một loài thực vật có hoa trong họ Hoa tím. Loài này được Klokov miêu tả khoa học đầu tiên năm 1955.